# Гибридный синергетический привод

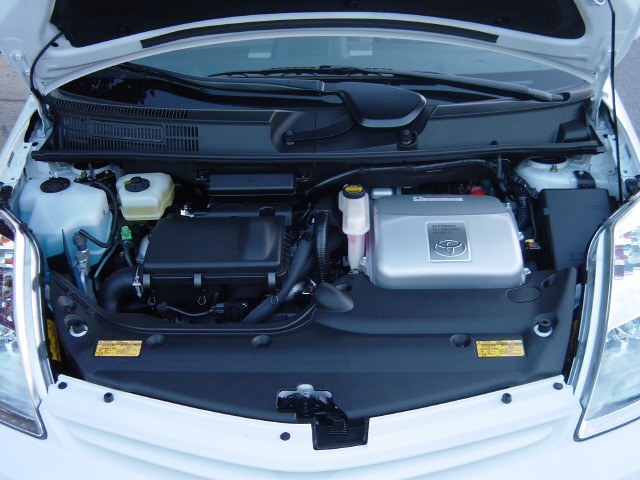
Toyota Prius, капот открыт

Гибри́дный синергети́ческий при́вод (англ. Hybrid Synergy Drive, HSD; произносится [ха́йбрид си́неджи драйв]) — силовой агрегат гибридных автомобилей Toyota, конструктивная специфика которого предполагает параллельное (одновременное) использование на общем валу энергии двигателя внутреннего сгорания и тягового электродвигателя посредством планетарной передачи, что позволяет каждому из двигателей вращаться с любой доступной независимой друг от друга частотой, определяемой текущим режимом движения. Название происходит от термина синергия. Впервые применён в 1997 году в серийном автомобиле «Prius».

## Основные элементы привода

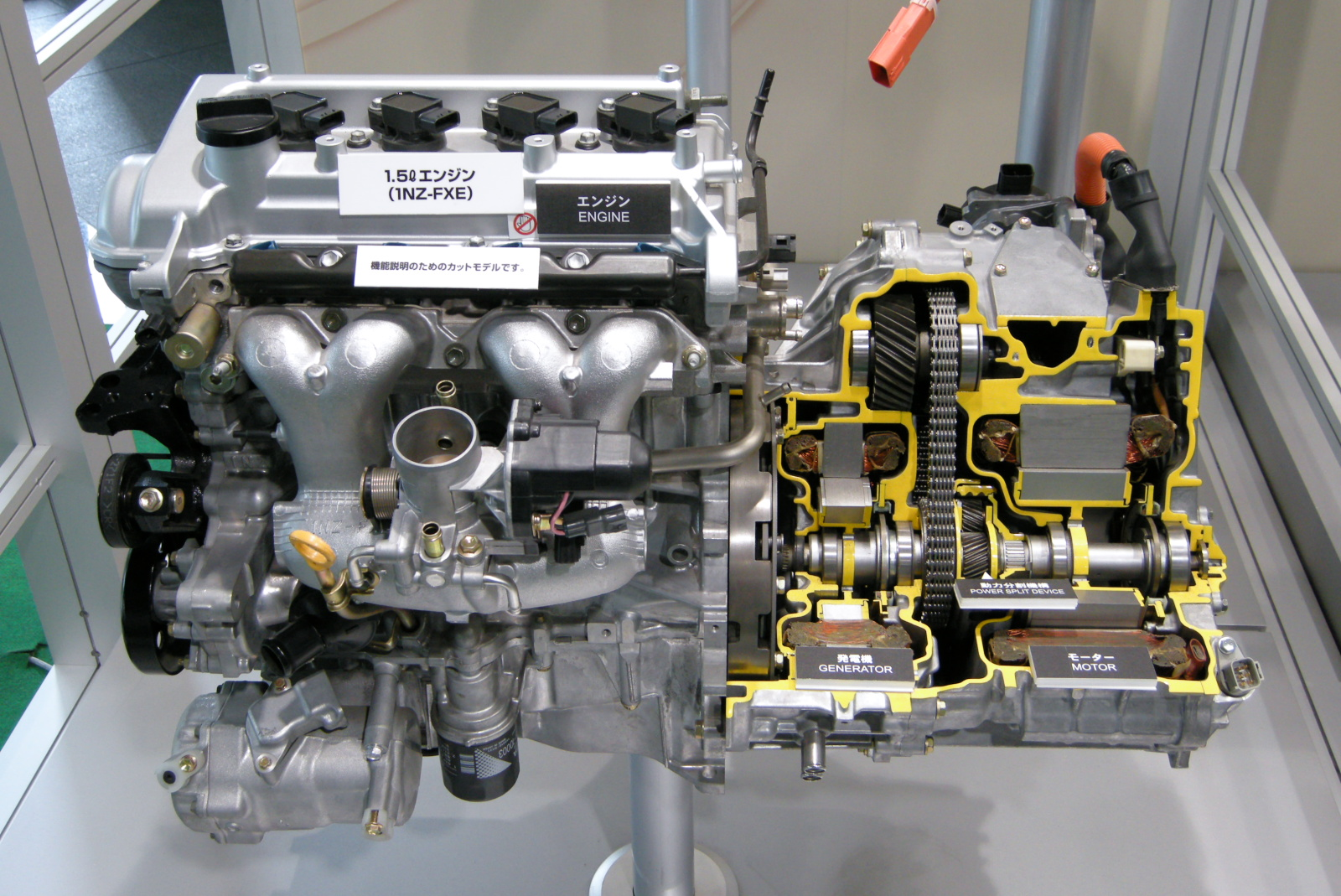
Силовой агрегат в разрезе

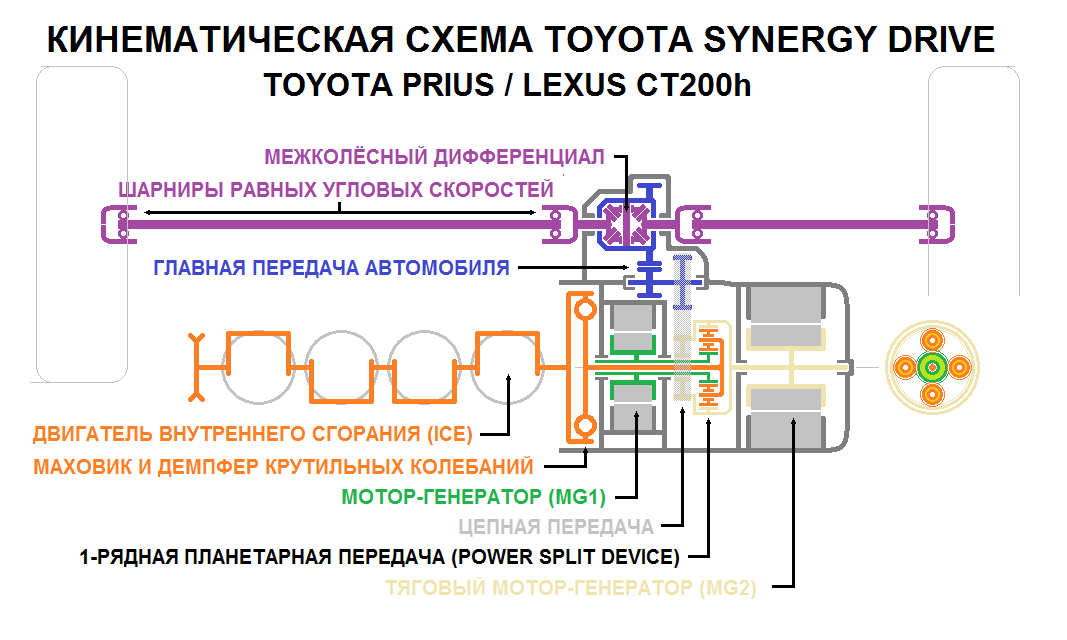
Кинематическая схема

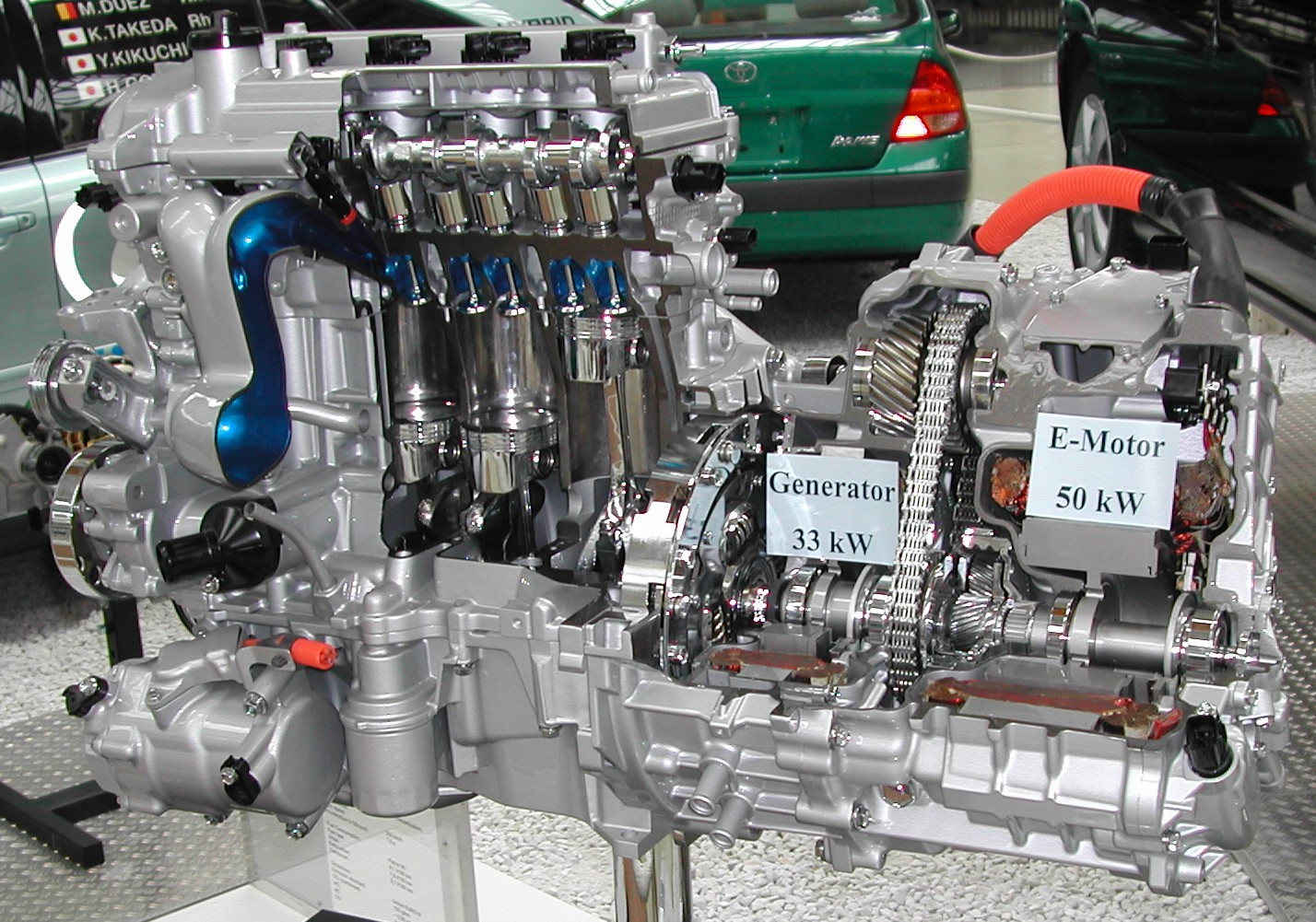
Силовой агрегат в разрезе

Двигатель внутреннего сгорания (ICE)
Бензиновый, 4-цилиндровый, тип 1NZ-FXE или (2ZR-FXE) с изменяемыми фазами газораспределения, работающий по циклу Аткинсона, мощностью степень сжатия — 13:1.
Электрический вспомогательный мотор-генератор (MG1)
Асинхронный, с ротором на постоянных магнитах, мощностью 33 кВт.
Электрический тяговый мотор-генератор (MG2)
Синхронный, с ротором на постоянных магнитах, мощностью 50 кВт.
Планетарная передача гибридного привода
Плоская, однорядная, трёхзвенная, схемы СВЭ. Двигатель внутреннего сгорания соединён с водилом (В). Вспомогательный мотор-генератор соединён с солнцем (С). Цепная передача и тяговый мотор-генератор соединены с эпициклом/короной (Э).
Цепная передача
Отвечает за перенос энергии вращения (мощности) с оси гибридного привода на ось ведущей шестерни главной передачи.
Главная передача и межколёсный дифференциал
Главная передача — цилиндрическая, по типу главной передачи любого переднеприводного легкового автомобиля с поперечно расположенным двигателем. Межколёсный дифференциал — стандартного типа на конических шестернях.
Тяговая аккумуляторная батарея
Никель-металл-гидридная аккумулятор (рассчитана на весь срок службы автомобиля)
Инвертор
Отвечает за преобразование переменного тока мотор-генераторов в постоянный ток для заряда тяговой батареи.

## Фазы работы

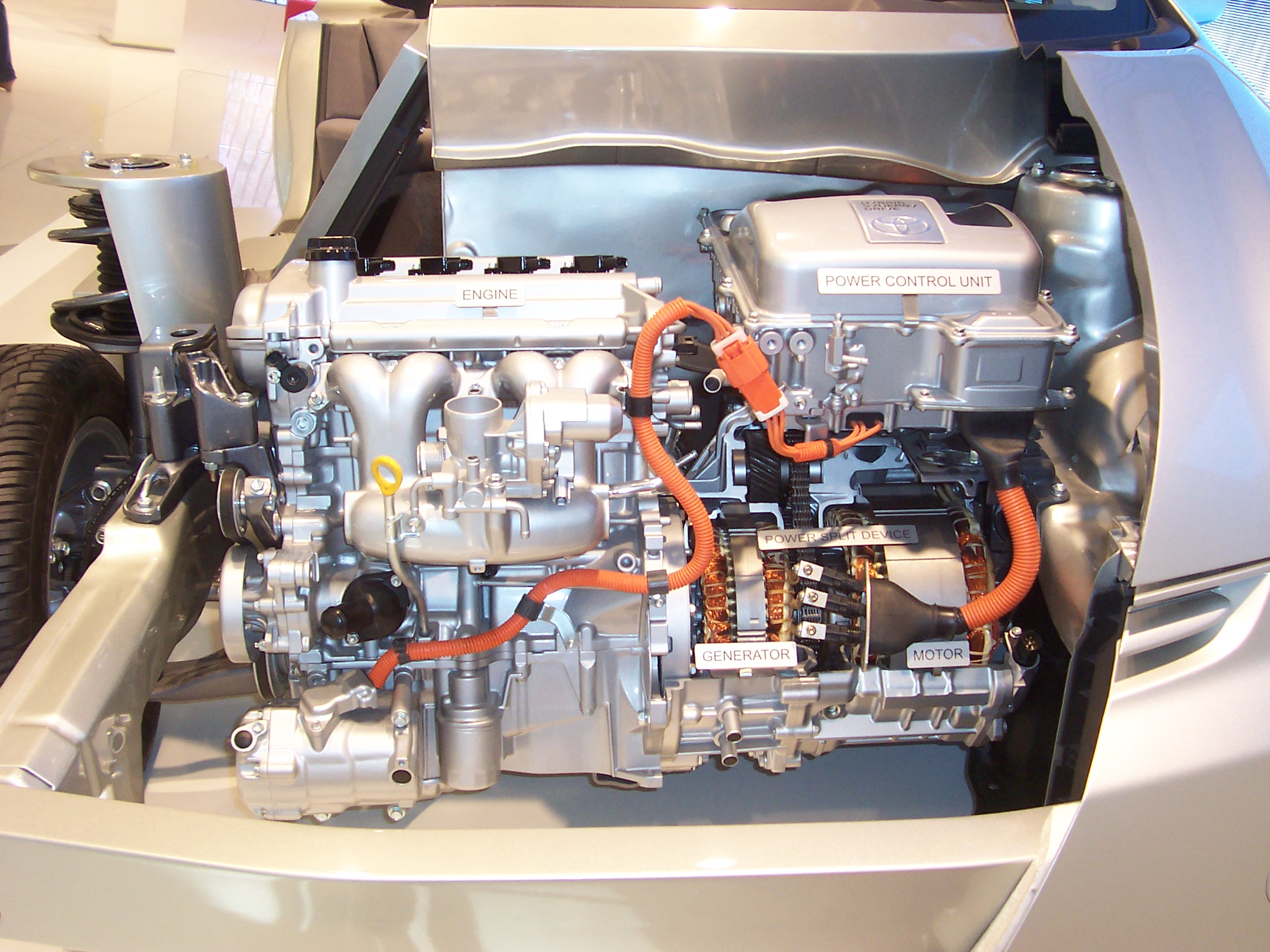
Гибридный двигатель

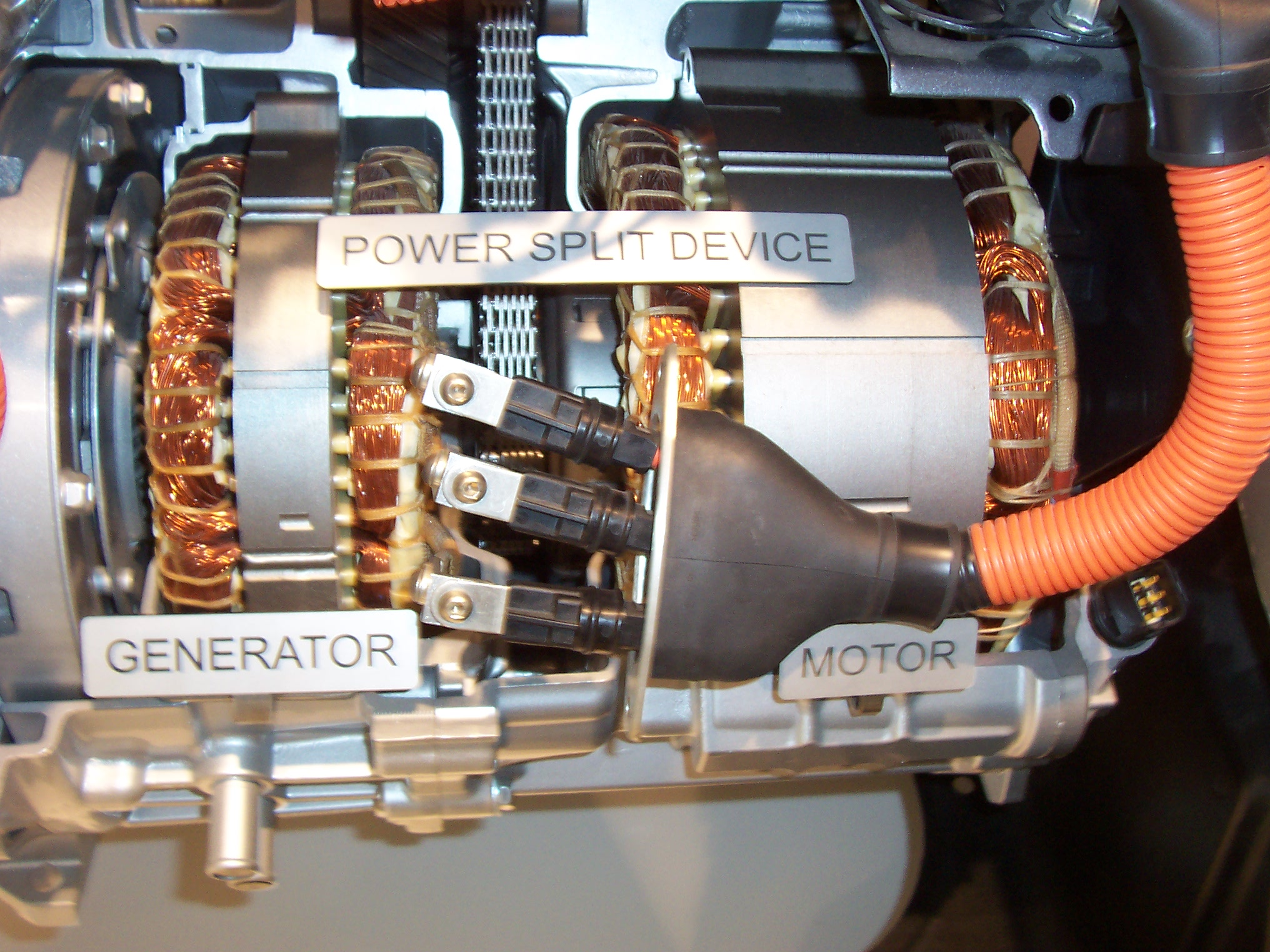
Слева — генератор, справа — электродвигатель, между ними цепь с корзины планетарной передачи на главную передачу

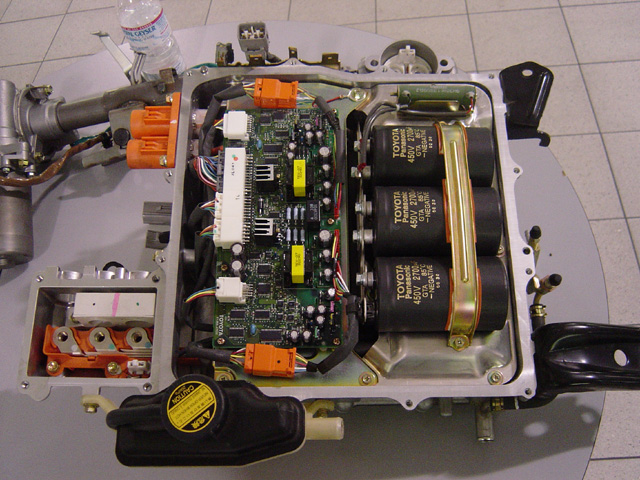
Инвертор THS (с NHW11)

Механической основой элемента Power Split Device является простая трёхзвенная плоская планетарная передача. Планетарная передача здесь не имеет фиксированной роли и может работать и как планетарный редуктор с опорным звеном и как дифференциал. В качестве опорного звена (т.е. заторможенного) здесь на разных режимах работы могут выступать как связанный с тяговым мотор-генератором (MG2) эпицикл планетарной передачи, так и связанное с двигателем внутреннего сгорания (ICE) её водило.
Основной режим гибридного автомобиля — работа от двигателя внутреннего сгорания. Если замкнуть генератор постоянным сопротивлением, при любой смене дорожных условий система «пойдёт вразнос», одно плечо дифференциала почти остановится, а другое — будет крутиться с излишней скоростью. Потому компьютер рассчитывает, какое нужно передаточное число и какое оно сейчас, и в зависимости от этого сильнее или слабее нагружает генератор. Чем больше нагрузка на генератор, тем медленнее он вращается, и, соответственно, быстрее вращаются колёса — так электронный «вариатор» ставит высокую «передачу». Полученная с генератора энергия не пропадает даром — она идёт частично на подзарядку аккумулятора, частично на электродвигатель. При активном разгоне энергия идёт только на электродвигатель, ещё и аккумулятор помогает.
На небольшое время и на скоростях до 50 км/ч автомобиль может превратиться в полный электромобиль, ДВС при этом останавливается. Запас хода в таком режиме невелик (у Toyota Prius 4 не превышает 20 км, у более ранних — до 2 км) — но этого хватит, чтобы не дымить в гараже или бесшумно отъехать. Задний ход у Toyota Prius также чисто электрический (в гибридных кроссоверах это решается вторым планетарным рядом).
При торможении компьютер выключает бензиновый двигатель, а электродвигатель переключается в режим генерации тока и возвращает энергию в батарею (рекуперация). Для резкого торможения есть и полноценные барабанные тормоза сзади и дисковые спереди (в первых Prius), дисковые на всех колёсах (для последующих).
Фактически, силовая установка автомобиля разбита на два модуля — электрическая подсистема отвечает за работу на переходных и установившихся режимах, подсистема внутреннего сгорания — только за работу на установившихся режимах.
Такой подход кардинально меняет требования к двигателю внутреннего сгорания и целевые функции конструкторов при разработке всей силовой установки автомобиля,
а не только одной трансмиссии, как, например, в опытной разработке General Motors, DaimlerChrysler AG и BMW «Two-Mode» (англ.),
которая предназначена для гибридизации стандартных бензиновых или дизельных двигателей
старых конструкций, разработанных без учёта работы в составе гибридного агрегата.
«Хайбрид Синерджи Драйв» оказался весьма удачным маркетинговым ходом компании во время подъёма движения по защите окружающей среды, приуроченном к экологической конференции в декабре 1998 года. Несмотря на невысокие показатели расхода топлива автомобиля Prius с данным приводом, имел отличные преференции  при налогообложении в ряде развитых стран. Фактически является переходной ступенью к электромобилям.

## Проектирование гибридной силовой установки
Для создания гибридного привода необходимо следовать следующим пунктам:
1. Выбрав для расчетов эталонную тяговую систему и эталонный участок эксплуатации, необходимо произвести тяговые расчеты, чтобы получить характеристики при эксплуатации системы на данном участке. В результате расчетов мы получим информацию о расходе/избытке энергоресурсов, времени следования в том или ином режиме, характеристики мощности и другие необходимые для дальнейших расчетов показатели.
2. Далее, исходя из полученной схемы движения  на участке, мы сможем определить количество энергии, которую тяговая система вырабатывает в излишек, к примеру, как в случае движения на спуск, и энергию, необходимую транспортному средству для того, чтобы держать двигатели в номинальном режиме работы в случаях, когда необходима максимальная мощность, как, например, при движении на подъём. Получив две эти величины, мы определим среднее значение энергии, которое будет отвечать требованиям минимальной достаточности для подачи на двигатели и полноты накопления в процессе эксплуатации, так как нецелесообразно ставить накопитель большого объёма, если за весь участок пути он так и не будет заряжен полностью.
3. На следующем этапе по полученным характеристикам мы определяем необходимую нам аккумуляторную батарею (либо объём любой иной аккумулирующей системы), её количество и компоновку. Для этого исходя из необходимой выдаваемой мощности, времени работы и напряжения батареи рассчитывается необходимый ток зарядки АКБ и её емкость. Имея две эти величины, можно начать подбор аккумуляторных батарей, ориентируясь уже только на стоимость, массогабаритные показатели, долговечность и устойчивость к перепадам нагрузок. Немаловажным моментом является компоновка системы аккумуляторных батарей, поскольку помимо того, что эту систему необходимо правильно разместить, от способа подключения батарей между собой зависит выходная мощность и емкость всей системы.

## Преимущества и недостатки
Плюсы:
- Низкий расход топлива в городе, по отзывам владельца, иногда доходит до 2,6 л/100 км (3-е поколение), производитель указывает 4,2 л/100 км.
- Оптимизация ДВС по фазам газораспределения под один режим работы — плавное движение.
- Простое управление на минимальных скоростях: электродвигатель (при правильном охлаждении) позволяет двигаться сколь угодно медленно, вплоть до удержания на подъёме электротягой.
- Позволяет недалеко и недолго ездить на полной электротяге[3].
- Из-за электродвигателя динамика разгона не уступает автомобилям-«одноклассникам», несмотря на слабый двигатель и высокую массу (Toyota Prius 4 — разгон 0→100 за 10 с).
- Высокая долговечность и ремонтопригодность, отсутствие необходимости в обслуживании, так как отсутствуют изнашиваемые элементы (фрикционы).

Минусы:
- Высокая стоимость.
- Сложная электрическая часть.
- Смешанный расход топлива практически совпадает с показателями дизельных автомобилей (Toyota Prius 2 (2005) — расход топлива, город/трасса/смешанный — 5/4.2/4.3 л/100 км[4], Citroen C3 1.6HDi MT (2005) — расход топлива, город/трасса/смешанный — 5,7/3,8/4,5 л/100 км)[5].
- В простейшем варианте задний ход только на электротяге (в гибридных кроссоверах решается вторым планетарным рядом).